# Rossville (Tennessee)
Rossville és una població dels Estats Units a l'estat de Tennessee. Segons el cens del 2000 tenia 380 habitants.

## Demografia
Segons el cens del 2000, Rossville tenia 380 habitants, 164 habitatges, i 103 famílies. La densitat de població era de 85,3 habitants/km².
Dels 164 habitatges en un 28% hi vivien nens de menys de 18 anys, en un 54,3% hi vivien parelles casades, en un 8,5% dones solteres, i en un 36,6% no eren unitats familiars. En el 34,8% dels habitatges hi vivien persones soles el 17,1% de les quals corresponia a persones de 65 anys o més que vivien soles. El nombre mitjà de persones vivint en cada habitatge era de 2,32 i el nombre mitjà de persones que vivien en cada família era de 2,99.
Per edats la població es repartia de la següent manera: un 23,7% tenia menys de 18 anys, un 5,3% entre 18 i 24, un 33,9% entre 25 i 44, un 21,8% de 45 a 60 i un 15,3% 65 anys o més.
L'edat mediana era de 35 anys. Per cada 100 dones de 18 o més anys hi havia 77,9 homes.
La renda mediana per habitatge era de 33.333 $ i la renda mediana per família de 48.929 $. Els homes tenien una renda mediana de 33.036 $ mentre que les dones 25.781 $. La renda per capita de la població era de 17.735 $. Entorn del 8,9% de les famílies i el 12,1% de la població estaven per davall del llindar de pobresa.

## Poblacions més properes
El següent diagrama mostra les poblacions més properes.